# 伊萨姆·阿卜杜拉
伊萨姆·阿卜杜拉（阿拉伯語：عصام عبد الله；1986年—2023年10月13日）是黎巴嫩一位與路透社合作的記者，他在2023年以色列—哈瑪斯戰爭爆發後在南黎巴嫩報導新聞時死於以色列軍隊砲火。

## 生平
伊萨姆·阿卜杜拉自2007年起就讀大學時開始與路透社合作，為其提供新聞錄像，當時即提供了許多黎巴嫩內部衝突的影片。後來阿卜杜拉還參與報導敘利亞內戰與俄烏戰爭等多場戰爭衝突，2020年因報導貝魯特爆炸事故而獲提名為路透社年度影像記者。2022年他參與報導俄烏戰爭的團隊又獲獎項。

### 身亡
2023年10月以色列—哈瑪斯戰爭爆發後，阿卜杜拉等記者在南黎巴嫩艾尔玛阿沙巴附近報導以色列軍隊與真主黨互相轟炸的情形時，被以色列方的坦克轟炸，阿卜杜拉當場身亡，另外六名記者（包含路透社與其他新聞社的記者）受傷。阿卜杜拉身前的最後一則Instagram貼文是2022年被以色列軍隊槍殺的半島電視台巴勒斯坦記者夏琳·阿克利赫照片。他於10月13日下葬於南黎巴嫩的基阿姆其父親墓地之側，有其他記者將攝影機放在其墓上致敬。
以色列軍方發言人對阿卜杜拉的死表示非常遺憾，但並未承認其身亡是由以軍砲火造成。黎巴嫩軍方指阿卜杜拉是因以色列軍方砲火而死，許多其他記者也指他們是受以色列方面砲火的直接轟炸。黎巴嫩對以色列在其國土上炸死記者向聯合國安全理事會提出抗議，黎方認為以軍是蓄意開火，以方駐聯合國代表則指他們也不願傷害媒體記者，但「在戰爭中什麼事都可能發生。」
非政府組織無國界記者於10月29日對此事發表初步調查報告，指出約30秒內有兩起來自以色列方向的轟炸，顯示此襲擊為蓄意。且基於現場目擊者、影像和砲彈知識分析，身著標示「PRESS」服裝的記者被誤當成武裝人員而受攻擊的可能性很低。無國界記者呼籲以色列對此事展開調查。